# Microhyla darevskii
Espèce
Microhyla darevskii est une espèce d'amphibiens de la famille des Microhylidae.

## Répartition
Cette espèce est endémique de la province de Kon Tum au Viêt Nam. Elle se rencontre à environ 1 650 m d'altitude sur le mont Ngọc Linh dans la cordillère annamitique.

## Publication originale
- Poyarkov, Vassilieva, Orlov, Galoyan, Tran, Le, Kretova & Geissler, 2014 : Taxonomy and distribution of narrow-mouth frogs of teh genus Microhyla Tschudi, 1838 (Anura: Microhylidae) from Vietnam with descriptions of five new species. Russian Journal of Herpetology, vol. 21, p. 89–148.